# Regeringen Branting III
Regeringen Branting III var Sveriges regering 1924-1925.

## Bakgrunden
Efter att regeringen Trygger avgått den 14 oktober 1924 tillträdde Hjalmar Branting som statsminister, och bildade därmed sin tredje ministär. På grund av hälsoskäl ombildades ministären den 24 januari 1925 till regeringen Sandler.
Efter en jämn valutgång vid andrakammarvalet 1924 fick socialdemokraterna 104 mandat, men även högerpartiet och bondeförbundet ökade. Båda sidor tog röster från liberalerna och de frisinnade. Kung Gustaf V hade försökt få Carl Gustaf Ekman att bilda en högerministär, men utan framgång, och frågan gick sedan till Hjalmar Branting, vilken lät förklara att han skulle bilda en rent socialdemokratisk ministär, och ingen koalitionsregering. Socialdemokratiska partistyrelsen tog fram en ministär efter diskussioner. De syftade till en föryngring, varmed flera tunga namn inte blev föreslagna.
Ministären drev igenom en nedrustning av det svenska försvaret.
Branting blev sjuk i november, och det stod snart klart att han inte skulle tillfriskna. Fredrik Vilhelm Thorsson var den självklare efterträdaren, men insjuknade även han. Den 19 januari 1925 meddelade Branting sin avgång som statsminister. Han efterträddes av Rickard Sandler efter överläggningar i regeringen den 22 januari och Hjalmar Branting avled drygt en månad senare, den 24 februari 1925.

## Statsråd
* Statsminister eller departementschef
| Statsminister          |  | Hjalmar Branting         | 14 oktober 1924 | 24 januari 1925 | Socialdemokraterna |
| Utrikesminister        |  | Östen Undén              | 14 oktober 1924 | 24 januari 1925 | Socialdemokraterna |
| Justitieminister       |  | Torsten Nothin           | 14 oktober 1924 | 24 januari 1925 | Socialdemokraterna |
| Försvarsminister       |  | Per Albin Hansson        | 14 oktober 1924 | 24 januari 1925 | Socialdemokraterna |
| Socialminister         |  | Gustav Möller            | 14 oktober 1924 | 24 januari 1925 | Socialdemokraterna |
| Kommunikationsminister |  | Viktor Larsson           | 14 oktober 1924 | 24 januari 1925 | Socialdemokraterna |
| Finansminister         |  | Fredrik Vilhelm Thorsson | 14 oktober 1924 | 24 januari 1925 | Socialdemokraterna |
| Ecklesiastikminister   |  | Olof Olsson              | 14 oktober 1924 | 24 januari 1925 | Socialdemokraterna |
| Jordbruksminister      |  | Sven Linders             | 14 oktober 1924 | 24 januari 1925 | Socialdemokraterna |
| Handelsminister        |  | Rickard Sandler          | 14 oktober 1924 | 24 januari 1925 | Socialdemokraterna |
| Konsultativa statsråd  |  |                          |                 |                 |                    |
| Konsultativt statsråd  |  | Ernst Wigforss           | 14 oktober 1924 | 24 januari 1925 | Socialdemokraterna |
| Konsultativt statsråd  |  | Karl Levinson            | 14 oktober 1924 | 24 januari 1925 | Partilös           |